# Clorazepat
El clorazepat (clorazepat dipotàsic) és una benzodiazepina que té efecte ansiolític, hipnòtic, anticonvulsionant, sedant, relaxant muscular i amnèsic. Va ser patentat el 1965 i aprovat per ús mèdic el 1967.
A Espanya està comercialitzat com EFG i Tranxilium.

## Descripció
Fórmula molecular: C16H11ClK₂N₂O₄, pes molecular: 408,9 g/mol. Pols cristal·lí, blanc o lleugerament groc, pràcticament inodor o amb una molt lleugera olor, que s'enfosqueix amb l'exposició a la llum. El clorazepat és envasat en forma de pastilles i de càpsules per ser pres per via oral. La dosi més comunament receptada és entre 1 i 4 vegades al dia, pot prendre's amb o sense aliments.

## Farmacodinamia
El clorazepat té un mecanisme d'acció com el de les altres benzodiazepines, i és potenciar o facilitar l'acció inhibidora del neurotransmissor àcid (GABA), un neurotransmissor inhibidor que es troba en el cervell, en facilitar la seva unió amb el receptor GABAèrgic. Ja que actua com agonista del complex receptor postsinàptic GABA-Benzodiazepínic de tipus "A".

## Indicacions terapèutiques
El clorazepat és utilitzat per alleujar l'ansietat, neurosi, psicosi, per controlar l'agitació causada per l'abstinència de l'alcohol i d'altres drogues, crisis convulsives i espàstiques, insomni per ansietat o situacions passatgeres d'estrès, així com també es fa servir per tractar la síndrome de l'intestí irritable.
Com tots els medicaments i més les benzodiazepines, han de seguir-se de forma molt estricta les indicacions del metge, aquest medicament és d'ús delicat. No és recomanable prendre aquest medicament durant més de 4 mesos ni tampoc deixar de prendre'l sense parlar abans amb el metge. La suspensió sobtada del medicament pot empitjorar la condició i provocar símptomes d'abstinència (estat d'ansietat, insomni i irritabilitat). Aquest medicament ha de prendre's en forma regular per ser eficaç. El clorazepat pot provocar dependència. Mai ha d'usar-se una dosi més gran, ni amb més freqüència, ni més temps que el prescrit pel metge. Amb el temps o amb el consum excessiu, pot arribar a desenvolupar-se tolerància fent que el medicament sigui menys eficaç.

## Interaccions
Efecte augmentat en ingerir-se alcohol, neurolèptics, antidepressius, hipnòtics, hipoanalgèsics, anticonvulsius i anestèsics. No ha de consumir-se alcohol durant el tractament amb cap benzodiazepina. El consum simultani de antiàcids pot retardar però no disminuir l'absorció del clorazepat.

## Efectes secundaris
Els efectes secundaris del clorazepat són comuns i inclouen: 
- Somnolència
- Marejos
- Cansament
- Feblesa
- Sensació de sequedat en la boca
- Diarrea
- Malestar estomacal
- Canvis en l'apetit